# Château de Yodo
Le château de Yodo (淀城, Yodo-jō) était un château japonais situé dans l'arrondissement de Fushimi-ku, à Kyoto, dans la préfecture de Kyoto, au Japon. Il n'en reste aujourd'hui que quelques vestiges.

## Histoire
Le château de Yodo est construit à partir de 1623 par Matsudaira Sadatsuna sur l'ordre de Tokugawa Hidetada, pour remplacer le château de Fushimi démantelé la même année. Le château est situé à un endroit stratégique entre les rivières Katsura et Uji et réutilise une partie des matériaux du château de Fushimi. Le château est achevé en 1625 et Matsudaira Sadatsuna prend la tête du domaine de Yodo.
En 1756, une grande partie du château est détruite par un incendie après avoir été frappée par la foudre.
Après la défaite lors de la bataille de Toba-Fushimi en 1868, les forces du shogunat tentèrent de se réfugier au château de Yodo, mais furent repoussées par le daimyo du domaine de Yodo, qui avait décidé de passer du côté impérial.
Avec la restauration de Meiji, le domaine de Yodo est aboli et le château est démantelé. Les bâtiments sont détruits, mais certaines parties des murailles et des douves subsistent encore aujourd'hui. Une partie du site du château est aujourd'hui un parc avec en son sein un sanctuaire shinto.

## Galerie

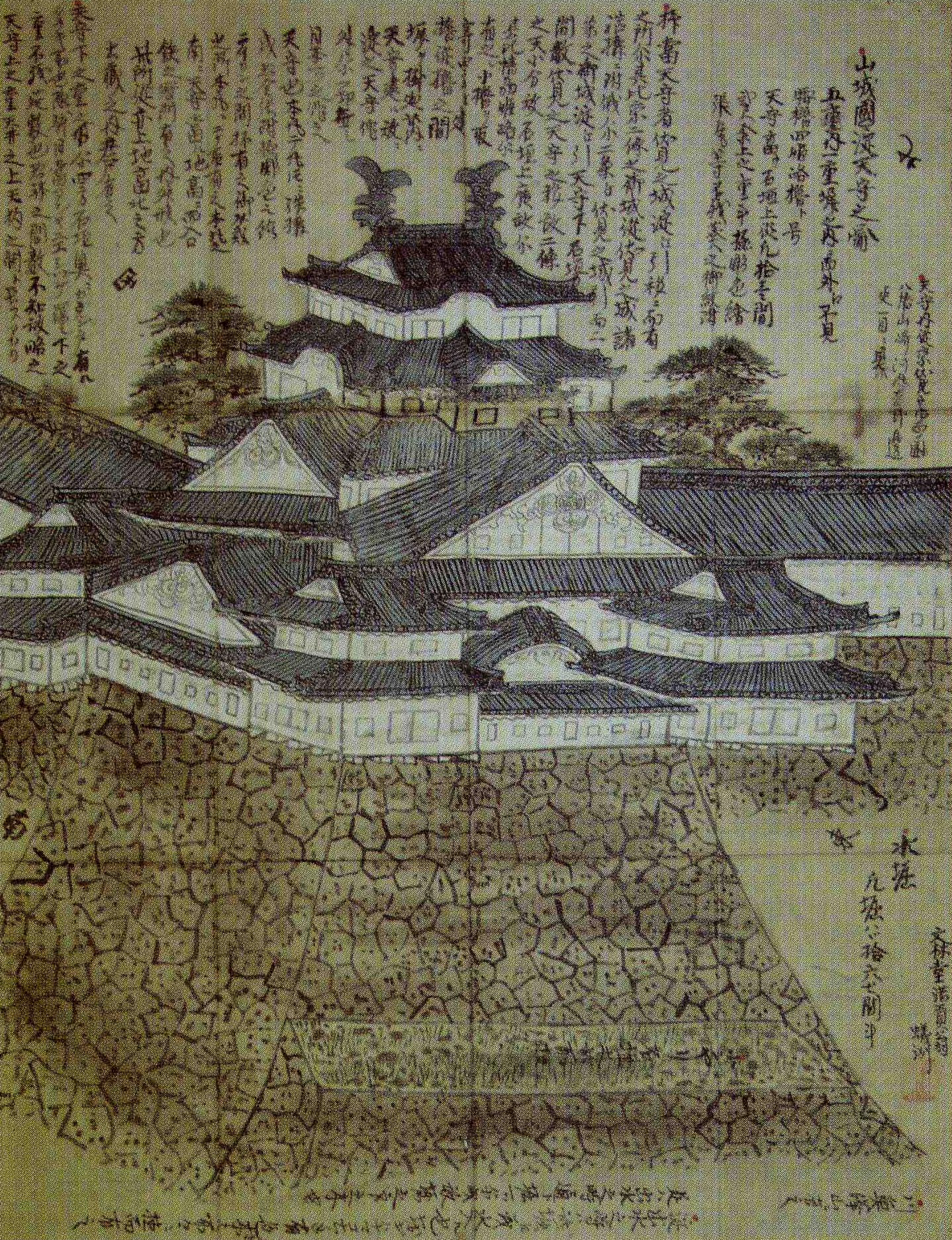
Représentation du château de Yodo
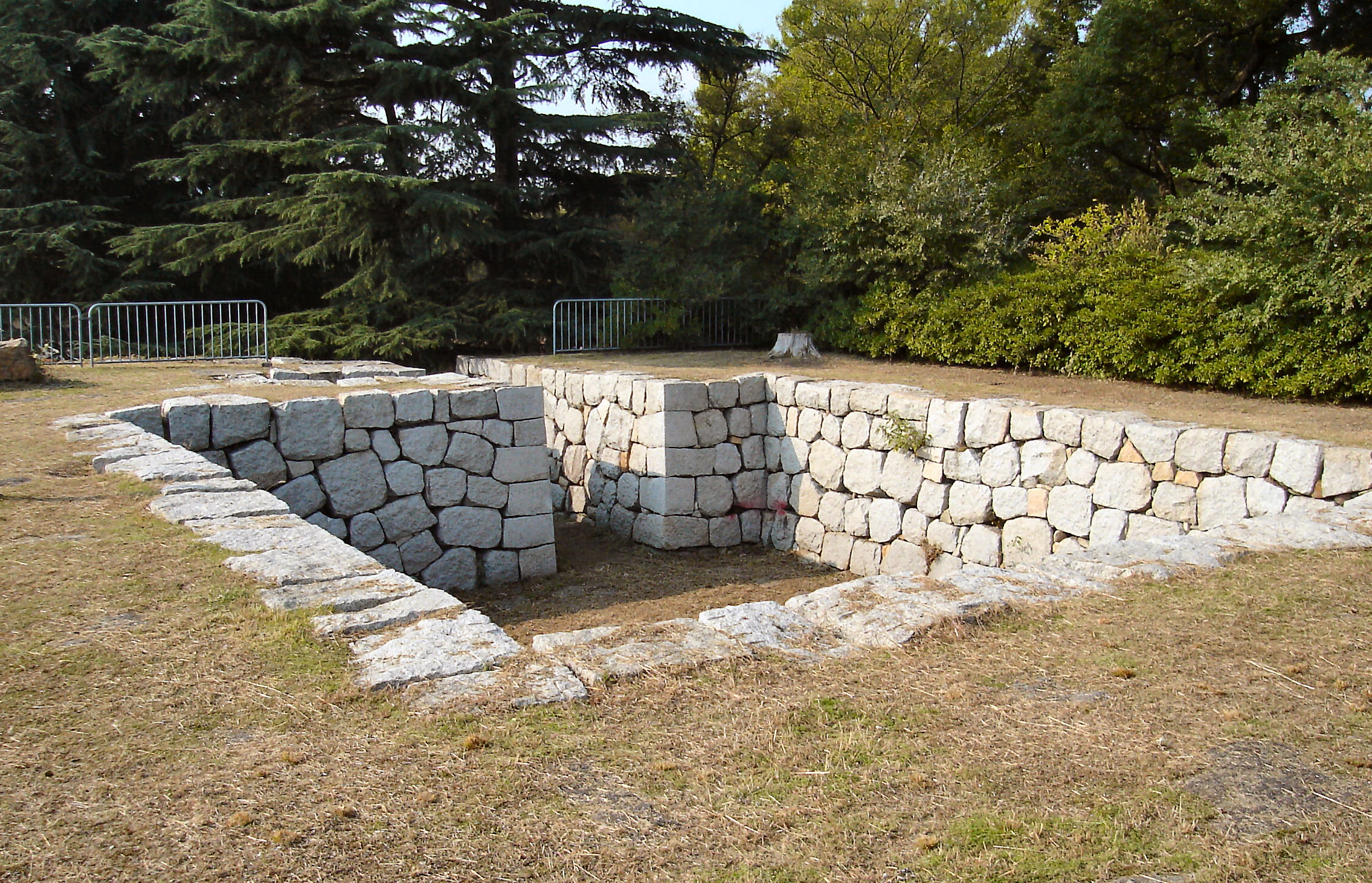
Vestiges du tenshu
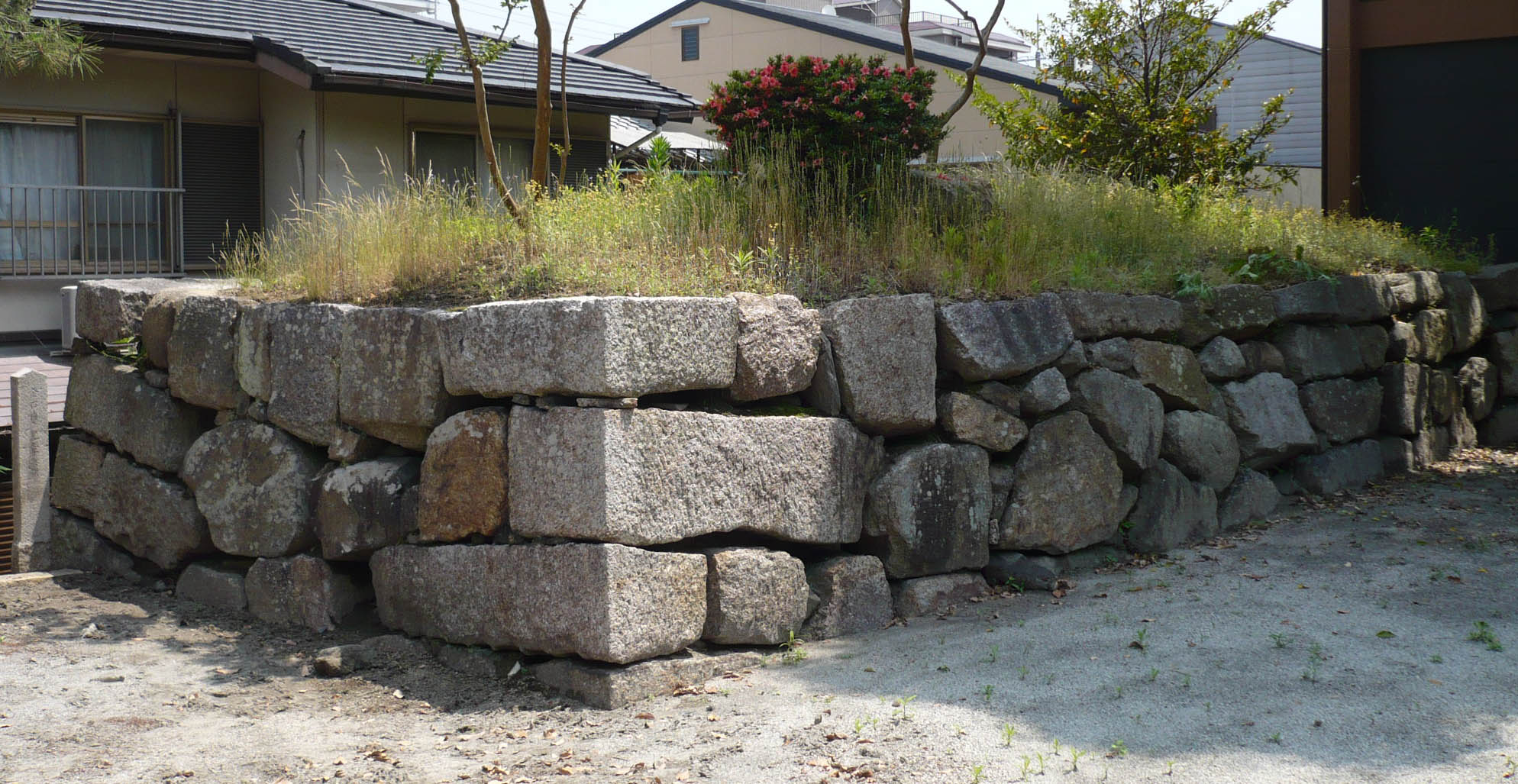
Vestige d'une yagura